# Dragon 2
Dragon 2 – seria statków kosmicznych częściowo wielokrotnego użytku, opracowanych, wyprodukowanych i obsługiwanych przez amerykańskie przedsiębiorstwo kosmiczne SpaceX, głównie do lotów na Międzynarodową Stację Kosmiczną. SpaceX dzięki wykorzystaniu Dragon 2 umożliwia również organizację prywatnych misji kosmicznych, takich jak Inspiration4 i misji fundowanych przez firmę Axiom Space. Istnieją dwa warianty statku kosmicznego Dragon: Crew Dragon, który umożliwia przetransportowanie do czterech astronautów oraz Cargo Dragon, następca Dragona 1, który służy do kosmicznego transportu ładunków użytecznych oraz zaopatrzenia na pokład Międzynarodowej Stacji Kosmicznej. Statek Dragon składa się z kapsuły wielokrotnego użytku i zużywalnego modułu bagażowego.
Statek kosmiczny Cargo Dragon dostarcza zaopatrzenie na Międzynarodową Stację Kosmiczną w ramach kontraktu Commercial Resupply Services z NASA, a pierwszy lot Cargo Dragon odbył się w grudniu 2020 roku. Okazuje się, że Dragon 2 jest najbardziej opłacalnym statkiem kosmicznym używanym przez NASA w historii.
Od lipca 2023 roku statek kosmiczny Crew Dragon jest jedynym amerykańskim statkiem kosmicznym umożliwiającym transport astronautów. Podstawowym celem statku Crew Dragon jest transportowanie załóg na pokład Międzynarodowej Stacji Kosmicznej w ramach programu Commercial Crew Program organizowanego przez NASA.

## Crew Dragon
Statek kosmiczny Crew Dragon ma wbudowany system ucieczki, składający się z ośmiu silników SuperDraco, zdolnych do oddalenia się kapsuły Dragon z dala od rakiety nośnej w sytuacji awaryjnej. SpaceX pierwotnie zamierzało wykorzystać silniki SuperDraco do lądowania statku kosmicznego Crew Dragon na lądzie, jednak NASA zaproponowała wodowanie statku Crew Dragon aniżeli jego lądowanie.
W 2012 roku SpaceX prowadziło rozmowy z firmą Orbital Outfitters na temat opracowania skafandrów kosmicznych, które miałyby być noszone podczas startu statku Dragon 2 i ponownego wejścia w atmosferę. Skafander jest przeznaczony głównie do użytku wewnątrz statku Dragon, jednak w przypadku gwałtownej dekompresji statku, skafander może uchronić życie astronautów.
Projekt statku kosmicznego Crew Dragon został zaprezentowany 29 maja 2014 roku podczas konferencji prasowej w siedzibie SpaceX w Hawthorne w Kalifornii. W październiku 2014 roku NASA wybrała statek kosmiczny Dragon 2 jako jednego z kandydatów do lotu amerykańskich astronautów na Międzynarodową Stację Kosmiczną w ramach programu Commercial Crew Program. 30 maja 2020 roku miała miejsce kluczowa misja Demo-2, która pozwoliła NASA certyfikować statek do lotów załogowych.

## Cargo Dragon
W swoich pierwotnych założeniach statek Dragon 2 od samego początku miał przewozić załogę lub przy mniejszej liczbie miejsc móc przewozić zarówno załogę jak i zaopatrzenie dla Międzynarodowej Stacji Kosmicznej. W 2014 roku NASA przygotowało drugą rundę wieloletnich kontraktów Commercial Resupply Services, których celem było zaopatrywanie Międzynarodowej Stacji Kosmicznej w latach 2020–2024. Doprowadziło to do zaproponowania przez SpaceX nowego modelu statku Dragon 2 nazwanego Cargo Dragon.
Statek kosmiczny Cargo Dragon różni się od Crew Dragon tym, że Cargo Dragon startuje bez foteli dla astronautów oraz bez żadnych systemów podtrzymywania życia czy silników SuperDraco.

## Kampania testowa
SpaceX zaplanowało serię czterech testów lotu dla statku kosmicznego Dragon 2. Zaplanowano test pokładowego systemu Launch Abort System, bezzałogowy lot na Międzynarodową Stację Kosmiczną, test systemu przerywania lotu w locie, a na koniec 14-dniową załogową misję demonstracyjną na Międzynarodową Stację Kosmiczną, która początkowo była planowana na lipiec 2019 roku, ale po eksplozji kapsuły Dragon została opóźniona do maja 2020 roku.

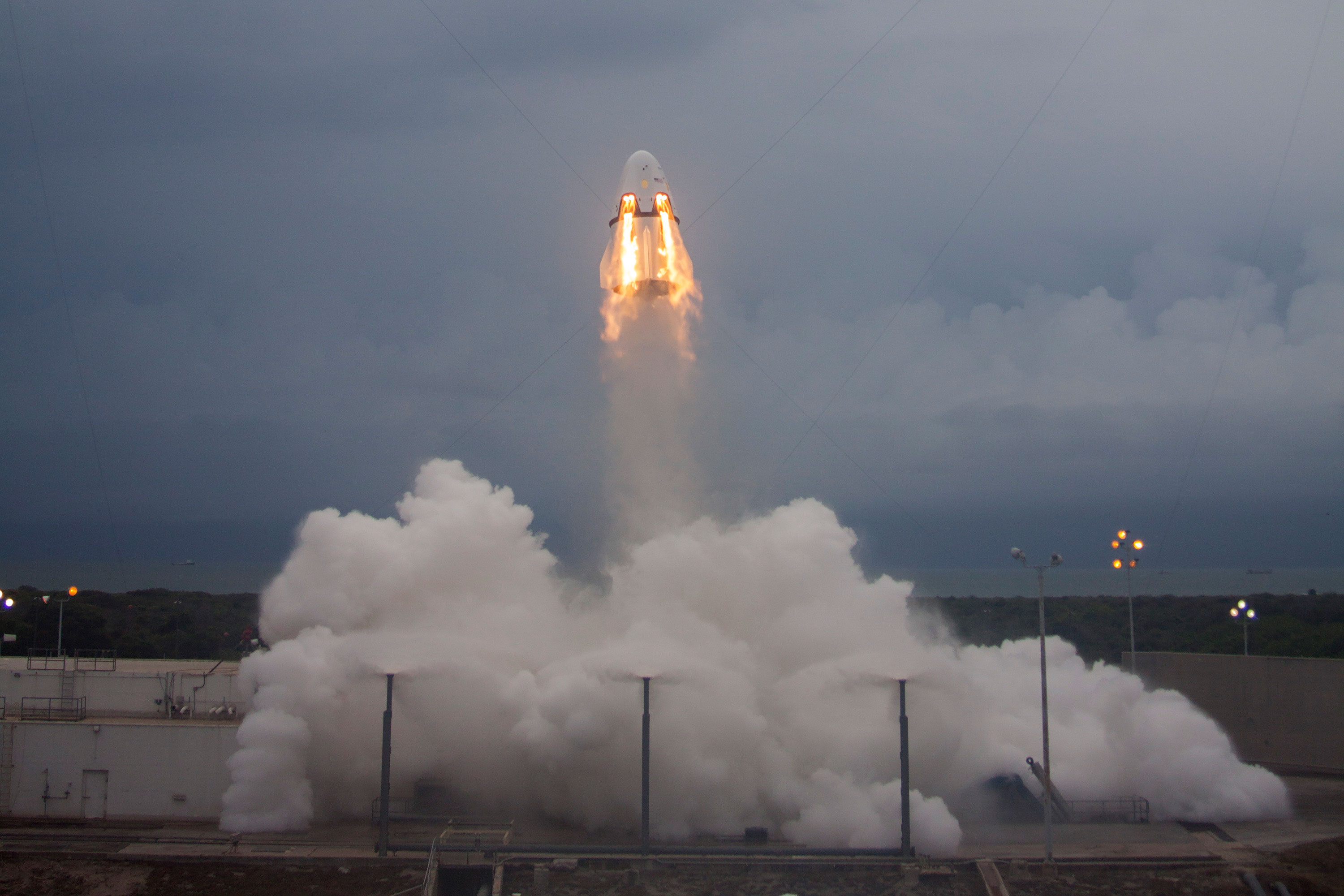
Test statku kosmicznego Dragon 2 przeprowadzony 6 maja 2015 roku

### Crew Dragon Pad Abort Test
Crew Dragon Pad Abort Test był testem pokładowego systemu przerwania lotu został przeprowadzony 6 maja 2015 roku. Kapsuła statku kosmicznego Dragon 2 wodował bezpiecznie na wodach Oceanu Atlantyckiego 99 sekund po zapłonie silników SuperDraco. Wewnątrz kapsuły podczas testu znajdował się manekin wyposażony w zestaw czujników, które rejestrowały przeciążenia działające na manekina. Po zakończeniu lotu w jednym z ośmiu silników SuperDraco wykryto problem z mieszanką paliwową, co spowodowało słabsze działanie owego silnika, jednak nie miało to istotnego wpływu na test.

### SpaceX DM-1
W 2015 roku NASA powołała pierwszą kadrę astronautów należących do programu Commercial Crew Program współpracujących ze SpaceX i Boeingiem. Należeli do nich Robert Behnken, Eric Boe, Sunita Williams i Douglas Hurley. Pierwszym testem orbitalnym statku kosmicznego Dragon 2 bezzałogowa misja SpaceX DM-1, która została wystrzelona 2 marca 2019 roku. Podczas misji statek Dragon 2 przetestował automatyczny system dokowania z Międzynarodową Stacją Kosmiczną do której pozostawał zadokowany do 8 marca 2019 roku, by następnie powrócić z powrotem na Ziemię.

### Eksplozja podczas testów
20 kwietnia 2019 roku kapsuła statku kosmicznego Crew Dragon, która została użyta w misji SpaceX DM-1 została zniszczona w wyniku eksplozji podczas testu static-fire, który został przeprowadzony na Landing Zone 1. W dniu eksplozji wstępne testy silników SuperDraco zakończyły się powodzeniem, a anomalia wystąpiła podczas testu całego systemu przerwania lotu. Telemetria oraz nagranie z kamery i analiza odzyskanych szczątków kapsuły wskazują, że problem wystąpił, gdy niewielka ilość tetratlenku diazotu dostała się do helu używanego do zwiększania ciśnienia w zbiornikach paliwa. W rezultacie nastąpił wzrost ciśnienia w kapsule na 100 ms przed odpaleniem silników, uszkadzając zawór zwrotny i doprowadzając w ten sposób do eksplozji.

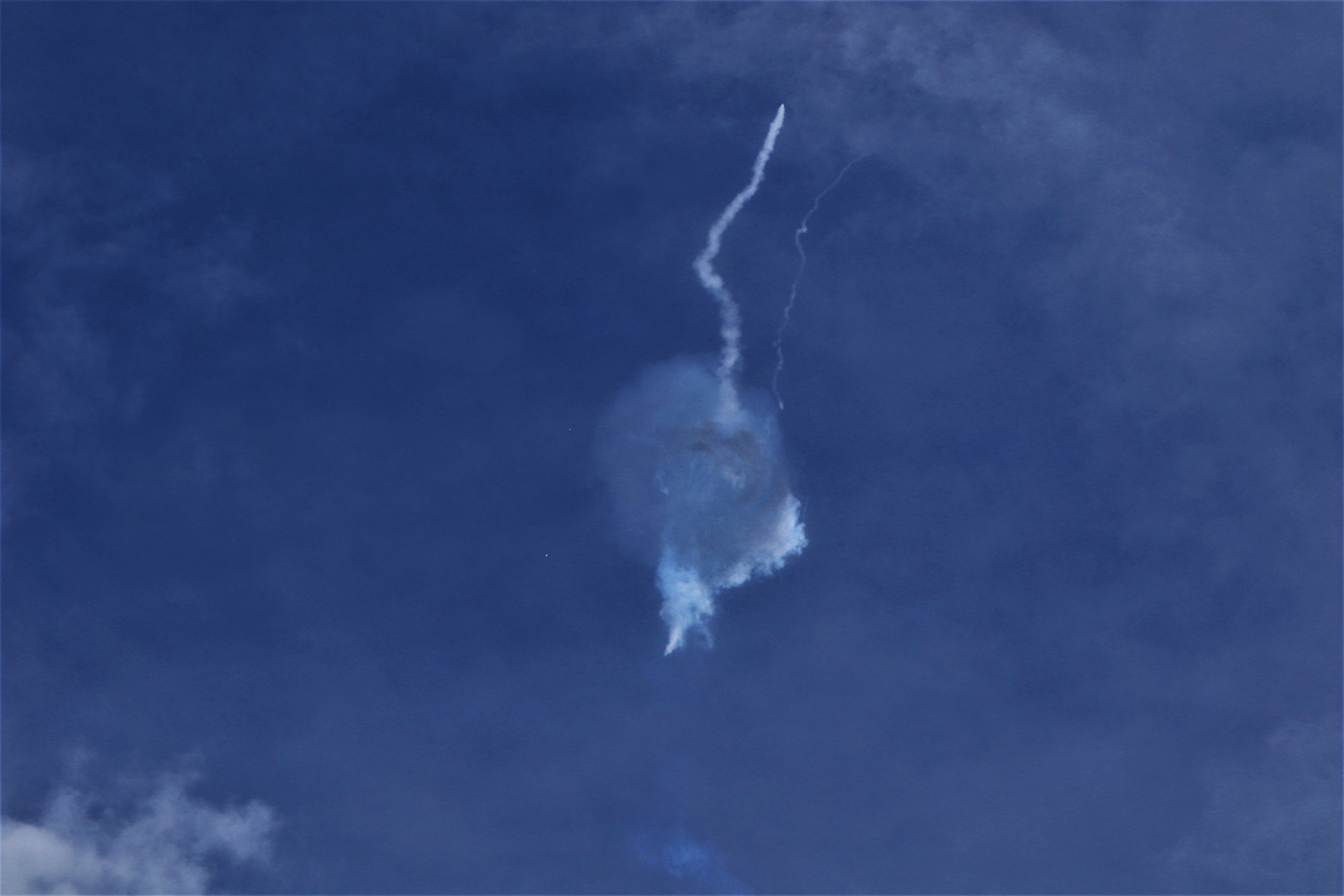
Bezzałogowy test przerwania lotu rakiety Falcon 9 wraz ze statkiem Dragon na pokładzie

### Test przerwania lotu Crew Dragon
19 stycznia 2020 roku o godzinie 15:30 UTC z LC-39A wystartowała rakieta Falcon 9 wraz ze statkiem Dragon 2 na swoim pokładzie. Na trajektorii suborbitalnej przy prędkościach transonicznych doszło do zaplanowanego przerwania lotu tuż po przejściu przez punkt Max-Q. Statek Dragon 2 wykorzystał silniki SuperDraco do odepchnięcia się od rakiety Falcon 9. Potem nastąpiło rozłożenie spadochronu i ostateczne wodowanie na Oceanie Atlantyckim. Celem testu było zademonstrowanie systemu przerywania lotu w faktycznym locie statku Dragon 2. Przerwanie lotu nastąpiło w najtrudniejszych warunkach będących na trajektorii lotu, nakładając dodatkowo na rakietę Falcon 9 i statek Dragon 2 największe przeciążenia.

### SpaceX DM-2
Załogę misji SpaceX DM-2 stanowili astronauci Bob Behnken i Doug Hurley, dla których był to pierwszy lot na Międzynarodową Stację Kosmiczną z terytorium Stanów Zjednoczonych od czasu misji STS-135, która wystartowała w lipcu 2011 roku. Pierwotna data startu misji SpaceX DM-2 został przełożony na 30 maja 2020 roku ze względu na złe warunki pogodowe panujące w miejscu startu. Druga próba startu zakończyła się sukcesem, a statek kosmiczny Crew Dragon, nazwana później przez załogę Endeavour, wystartował 30 maja 2020 roku o 19:22 UTC. Statek pomyślnie zadokował do modułu Harmony znajdującego się na pokładzie Międzynarodowej Stacji Kosmicznej 31 maja 2020 roku o godzinie 14:27 UTC. 2 sierpnia 2020 roku statek kosmiczny Crew Dragon odłączył się od Międzynarodowej Stacji Kosmicznej i z powodzeniem wrócił na Ziemię wodując na wodach Oceanu Atlantyckiego.

## Lista lotów

### Loty statku Crew Dragon
| Nazwa misji     | Statek kosmiczny       | Data startu               | Data powrotu              | Załoga                                                                         | Status    |
| --------------- | ---------------------- | ------------------------- | ------------------------- | ------------------------------------------------------------------------------ | --------- |
| SpaceX DM-1     | Dragon 2 DragonFly     | 2 marca 2019              | 8 marca 2019              | –                                                                              | Sukces    |
| SpaceX DM-2     | Crew Dragon Endeavour  | 30 maja 2020              | 2 sierpnia 2020           | Douglas Hurley Bob Behnken                                                     | Sukces    |
| Crew-1          | Crew Dragon Resilience | 16 listopada 2020         | 2 maja 2021               | Michael Hopkins Victor Glover Sōichi Noguchi Shannon Walker                    | Sukces    |
| Crew-2          | Crew Dragon Endeavour  | 23 kwietnia 2021          | 9 listopada 2021          | Robert Shane Kimbrough Katherine Megan McArthur Akihiko Hoshide Thomas Pesquet | Sukces    |
| Inspiration4    | Crew Dragon Resilience | 16 września 2021          | 18 września 2021          | Jared Isaacman Sian Proctor Hayley Arceneaux Christopher Sembroski             | Sukces    |
| Crew-3          | Crew Dragon Endurance  | 11 listopada 2021         | 6 maja 2022               | Raja Chari Thomas Marshburn Matthias Maurer Kayla Barron                       | Sukces    |
| Axiom Mission 1 | Crew Dragon Endeavour  | 8 kwietnia 2022           | 25 kwietnia 2022          | / Michael Lopez-Alegria Larry Connor Etan Stibbe Mark Pathy                    | Sukces    |
| Crew-4          | Crew Dragon Freedom    | 27 kwietnia 2022          | 14 października 2022      | Kjell Lindgren Robert Hines Samantha Cristoforetti Jessica Watkins             | Sukces    |
| Crew-5          | Crew Dragon Endurance  | 5 października 2022       | 12 marca 2023             | Nicole Mann Josh Cassada Koichi Wakata Anna Kikina                             | Sukces    |
| Crew-6          | Crew Dragon Endeavour  | 2 marca 2023              | 4 września 2023           | Stephen Bowen Warren Hoburg Sultan Al Neyadi Andriej Fiediajew                 | Sukces    |
| Axiom Mission 2 | Crew Dragon Freedom    | 21 maja 2023              | 31 maja 2023              | Peggy Whitson John Shoffner Ali AlQarni Rayyanah Barnawi                       | Sukces    |
| Crew-7          | Crew Dragon Endurance  | 26 sierpnia 2023          | 12 marca 2024             | Jasmin Moghbeli Andreas Mogensen Satoshi Furukawa Konstantin Borisov           | Sukces    |
| Axiom Mission 3 | Crew Dragon Freedom    | 18 stycznia 2024          | 9 lutego 2024             | / Michael Lopez-Alegria Walter Villadei Alper Gezeravcı Marcus Wandt           | Sukces    |
| Crew-8          | Crew Dragon Endeavour  | 4 marca 2024              | 25 października 2024      | Matthew Dominick Michael Barratt Jeanette Epps Aleksander Grebenkin            | Sukces    |
| Polaris Dawn    | Crew Dragon Resilience | 10 września 2024          | 15 września 2024          | Jared Isaacman Scott Poteet Sarah Gillis Anna Menon                            | Sukces    |
| Crew-9          | Crew Dragon Freedom    | 28 września 2024          | 16 marca 2025             | Nick Haga Aleksandr Gorbunov                                                   | Sukces    |
| Crew-10         | Crew Dragon Endurance  | 14 marca 2025             | Sierpień 2025 (planowane) | Anne McClain Nichole Ayers Takuya Ōnishi Kirill Peskov                         | W trakcie |
| Fram2           | Crew Dragon Resilience | 1 kwietnia 2025           | 4 kwietnia 2025           | / Chun Wang / Jannicke Mikkelsen Eric Philips Rabea Rogge                      | Sukces    |
| Axiom Mission 4 | Crew Dragon Grace      | 25 czerwca 2025           | 10 lipca 2025             | Peggy Whitson Shubhanshu Shukla Sławosz Uznański-Wiśniewski Tibor Kapu         | Sukces    |
| Crew-11         | Crew Dragon Endeavour  | 31 lipca 2025 (planowane) | Kwiecień 2026 (planowane) | Zena Cardman Edward Fincke Kimiya Yui Oleg Płatonow                            | Planowane |

### Loty statku Cargo Dragon
| Nazwa misji | Statek kosmiczny  | Data startu       | Data powrotu        | Status |
| ----------- | ----------------- | ----------------- | ------------------- | ------ |
| CRS-21      | Cargo Dragon C208 | 6 grudnia 2020    | 14 stycznia 2021    | Sukces |
| CRS-22      | Cargo Dragon C209 | 3 czerwca 2021    | 10 lipca 2021       | Sukces |
| CRS-23      | Cargo Dragon C208 | 29 sierpnia 2021  | 1 października 2021 | Sukces |
| CRS-24      | Cargo Dragon C209 | 21 grudnia 2021   | 24 stycznia 2022    | Sukces |
| CRS-25      | Cargo Dragon C208 | 15 lipca 2022     | 20 sierpnia 2022    | Sukces |
| CRS-26      | Cargo Dragon C211 | 26 listopada 2022 | 11 stycznia 2023    | Sukces |
| CRS-27      | Cargo Dragon C209 | 15 marca 2023     | 15 kwietnia 2023    | Sukces |
| CRS-28      | Cargo Dragon C208 | 5 czerwca 2023    | 30 czerwca 2023     | Sukces |
| CRS-29      | Cargo Dragon C211 | 10 listopada 2023 | 22 grudnia 2023     | Sukces |
| CRS-30      | Cargo Dragon C209 | 21 marca 2024     | 30 kwietnia 2024    | Sukces |
| CRS-31      | Cargo Dragon C208 | 5 listopada 2024  | 16 grudnia 2024     | Sukces |
| CRS-32      | Cargo Dragon C209 | 21 kwietnia 2025  | 25 maja 2025        | Sukces |